# Conselho Délfico Internacional
- IDC News

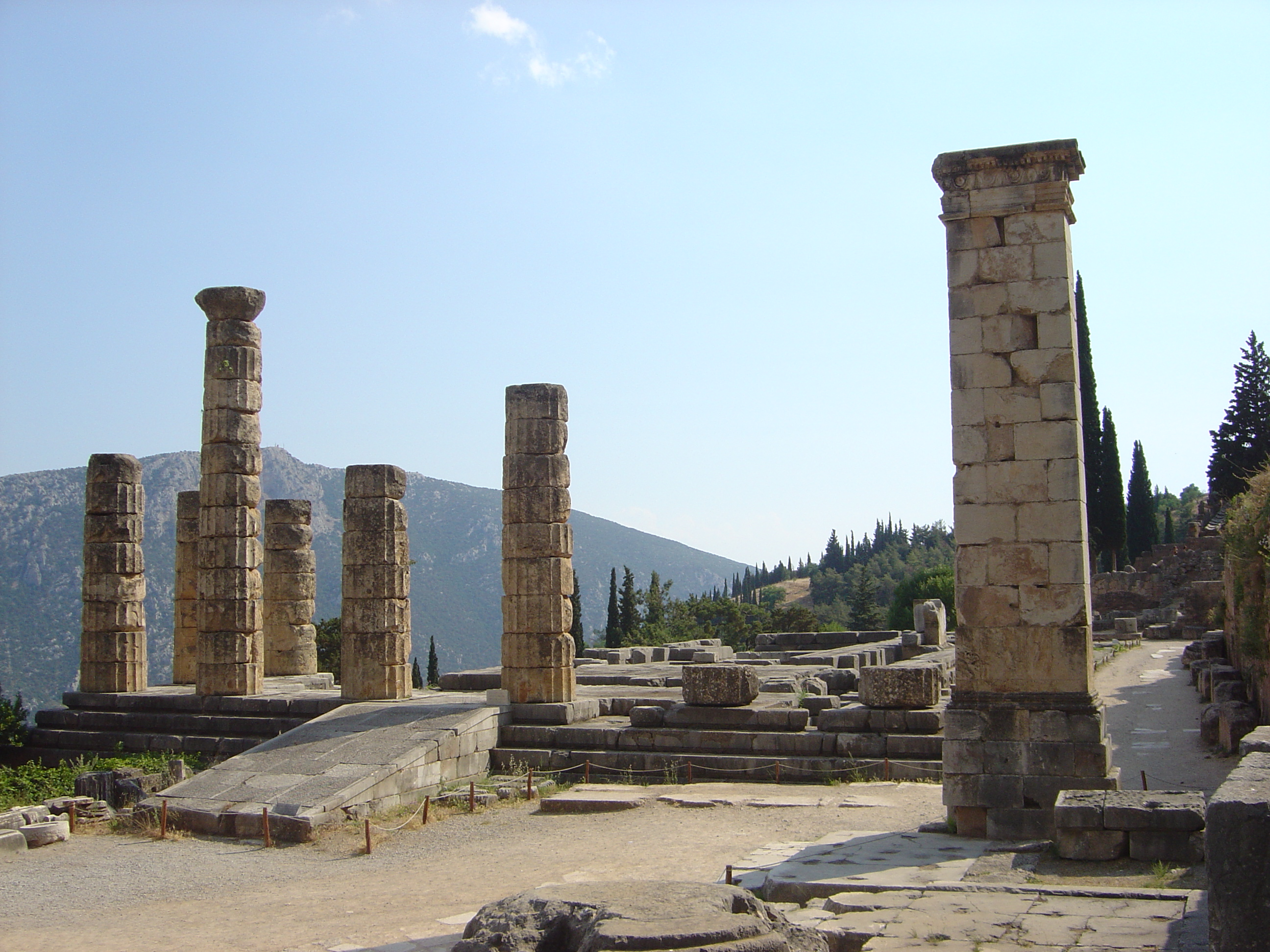
Delfos, the ruins of the Apolo Temple, in whose honor the Jogos Píticos were held

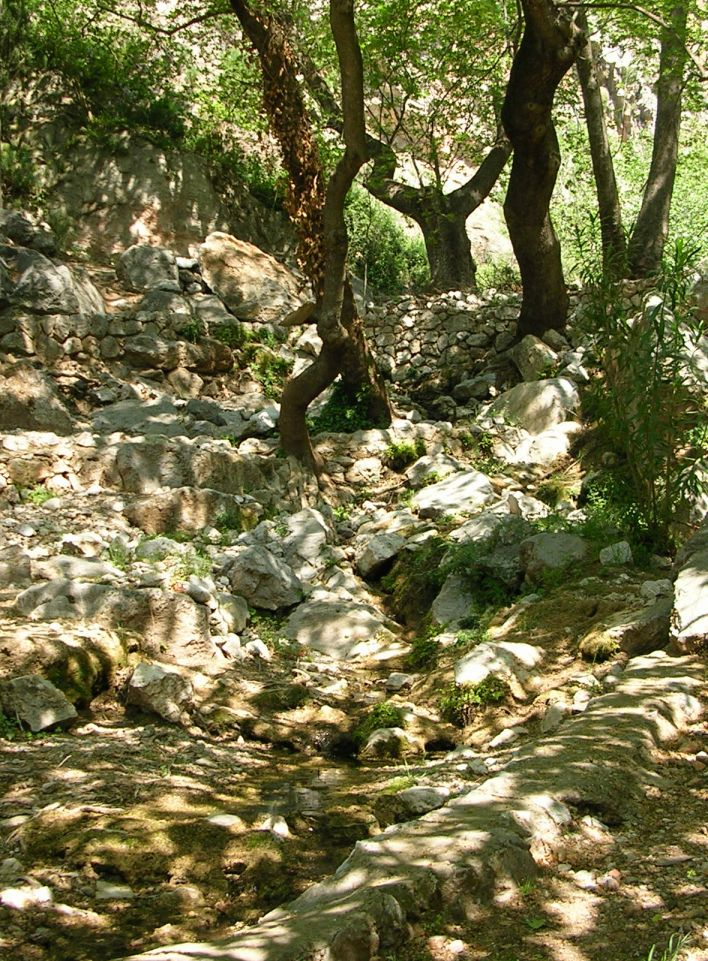
Fonte de Castália at the foot of the mountain Monte Parnaso in Delfos. In ancient times, this spring was to Apolo and Musas dedicated

Conselho Délfico Internacional (International Delphic Council, IDC) é uma organização de beneficência não-governamental (ONG). Segundo o site oficial da IDC é a autoridade máxima em todas as questões relativas aos Jogos délficos da era moderna, tanto para os jovens e para adultos.
 A sede da IDC é em Berlim, Alemanha.

## Referência histórica
Os Jogos Délficos da era moderna  remontam à Grécia Antiga e aos tradicionais Jogos Píticos de Delfos como símbolo de paz. Estes jogos foram entre artistas e grupos étnicos culturais. Eles tomaram o lugar de cada ano anterior aos Jogos Olímpicos. Os históricos Jogos Píticos em Delfos podem ser rastreados já desde há 2600 anos. Os líderes espirituais formam a Pan-Helénica para realizar aquilo que eles podem, como maravilhas, teatro, música, poesia para louvar o deus Apolo da luz maravilhosa, o símbolo dos  Oráculo. Os Jogos Píticos foram um dos quatro Jogos Pan-Helénicos, um precursor do moderno Jogos Olímpicos, realizado a cada quatro anos no santuário de Apolo, em Delfos .

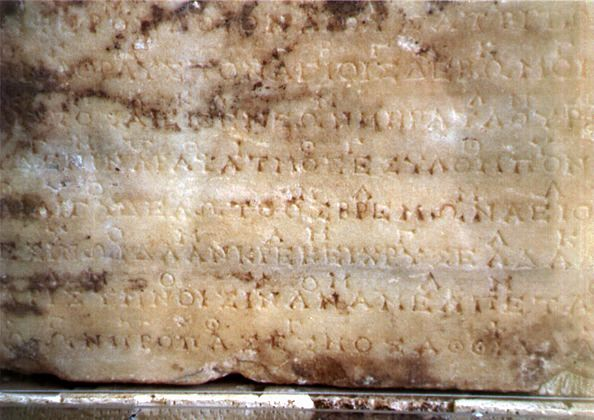
Hino a Apolo. Fotografia da pedra original in Delfos

Após o relançamento do Jogos Olímpicos, por iniciativa do barão Pierre de Coubertin 1912-1948 foram realizadas em diferentes países ao redor do mundo Competições artísticas nos Jogos Olímpicos. Competições em várias formas de arte eram tematicamente relacionada exclusivamente ao esporte.
Também na primeira metade do século XX, houve um movimento para reavivar os Jogos Píticos, em Delfos, graças à iniciativa do poeta grego Ángelos Sikelianós .  Em 1927, o Festival de Delfos foi realizada pela primeira vez, mas o renascimento foi abandonada devido aos custos excessivos de organizá-lo. Na atualidade existem em Delfos anualmente Festivais Délficos de Verão, focando principalmente os turistas .

## Criação de uma organização internacional délfica
|                                                                |  |                                                                     |  |                                                                                        |
| Reunião com o Melina Mercouri, ministro grego da Cultura, 1989 |  | Conversa com o Tzannis Tzannetakis, ministro grego da Cultura, 1990 |  | Reunião com o Evangelos Arabatzis, Diretor do Centro Cultural Europeu de Delfos, 1993. |

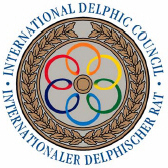
Brasão de armas do Conselho Internacional de Delfos, foi projetado e patenteado por Christian Kirsch, 1995

Conselho délfico Internacional (International Delphic Council, IDC) foi fundada em 1994 - 100 anos após a formação do Comitê Olímpico Internacional. O fundador Sr. J. Christian B. Kirsch  convidou pessoas de dezoito países dos cinco continentes para Berlim para o congresso de fundação em Schloss Schönhausen com o objetivo de reviver os Jogos de Delfos e fornecendo um fórum único para todo o mundo e artes cultura . Representantes de ONGs de todo o mundo Alemanha,Argentina, Áustria, Cazaquistão, China, Chipre, Equador, Eslováquia, Estados Unidos, Filipinas, França, Grécia, Líbia, Liechtenstein, Lituânia, México, Nigéria,  Polônia, Rússia, Suíça vieram juntos para o congresso de fundação do Conselho délfico Internacional em Berlim   Na imprensa russa esta organização foi originalmente chamado de "Comitê Délfico Internacional", como evidenciado pelas citações da imprensa 1995 - 1996 .

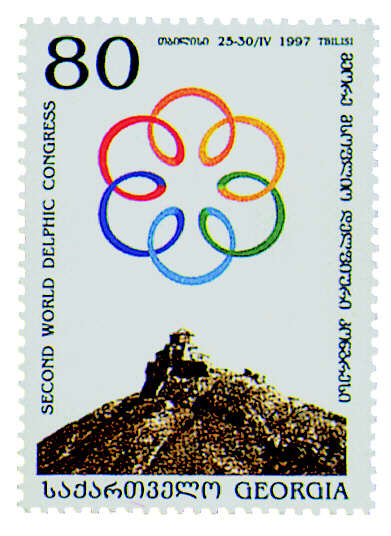
Carimbo oficial do II Congresso Délfico Mundial, de 1997, em Tbilisi. O selo mostra o emblema do Movimento Délfico Internacional, eo mosteiro georgiano Jvari

A simbologia do Movimento Délfico Internacional lembra o symbolics Olímpicos. A bandeira com os anéis délficos, que estão conectados em um círculo, como uma flor, foi desenhado por Christian Kirsch  e simboliza a ligação das seis categorias délficas de arte.
O primeiro presidente da IDC foi Exmo. Sra. A. Ebun Oyagbola da Nigéria, o secretário-geral e fundador é o Sr. J. Christian B. Kirsch, Alemanha e actual Presidente é a Sra. Prof Divina Bautista, Filipinas desde 2009 no cargo .
Do o velho padrão Anfictiônico do campeonato grego, a IDC Executiva recebeu, desde 2001 o mesmo nome - anfictionia. A Diretoria é eleita por dois anos pela Assembleia Geral da IDC. Na IX. Sessão do IDC em Jeju, na Coreia, o actual Conselho Executivo (anfictionia) foi eleito .
Conselho délfico Internacional também embaixadores délficos, incluindo pessoas famosas como Nelson Mandela (África do Sul), Lothar de Maizière (Alemanha).
Assim como para o Comitê Olímpico Internacional, o setor privado é para o Conselho délfico Internacional, a única fonte de financiamento. Não se pode dizer que patrocina grandes imediatamente manifestaram a sua disponibilidade para apoiar esta nova iniciativa . Essa é a razão pela qual o país anfitrião dos Jogos de Delfos não é apenas à procura de patrocinadores privados, mas, além disso depende do apoio financeiro governamental.
|  |  |  |  |  |  |  |
|  |  |  |  |  |  |  |

## Criação de organizações nacionais délficas
Conselho délfico Internacional (IDC) é o coordenador e corpo executivo-chefe da rede mundial. Os países-membros estabelecerão as organizações nacionais (conselho, comitê, associação sindical, etc), que irá coordenar com o IDC para promover e organizar os Jogos Délficos. Eles recebem a partir da IDC, a confirmação da admissão, após a inscrição oficial no país
. Há mais importantes requisitos em dois estatutos - nacionais e organizações internacionais - para a cooperação bem-sucedida .
Após 1994, esses países (Bielorrússia, Alemanha, Geórgia, Grécia, República Popular da China, Japão, Nigéria, Filipinas, Rússia e Estados Unidos) estavam no estabelecimento das organizações nacionais de Delfos particularmente activa . A primeira regional dos Jogos Délficos foi realizada na Geórgia, Albânia e Rússia .
As  nacionais Delphic organizações  seu próprio logótipo, que inclui alguma da simbologia do IDC. Na preparação das qualificações nacionais especialmente concebidos logos dos jogos nacionais, que são aprovados pelo IDC. 
A decisão sobre o local da próxima edição dos Jogos Délficos Games serão tomadas pelo voto dos membros do Conselho IDC em reunião extraordinária. As nacionais Delphic organizações do país de acolhimento, juntamente com a IDC preparar para a realização de Delphic Games.
As nacionais Delphic organizações dos países de acolhimento produzir após reunião com os cartazes temáticos, folhetos, selos e outros produtos que são dedicados aos Jogos de Delfos e ao Congresso IDC. O país anfitrião do evento podem obter o apoio de organizações internacionais e pelo seu Parlamento ou no governo.
Se possível, as organizações nacionais de Delfos estão abrindo seus sites oficiais .
A IDC e NDC Rússia
O Conselho Delphic Nacional da Rússia (NDC Rússia) realizou a sua fundação, em Dezembro de 1998, na conferência em Kursk, onde o Secretário-Geral do IDC Christian Kirsch participou. 19 mar 1999 foi NDC Rússia no Ministério da Justiça registado, e logo depois oficialmente registrados no Conselho Délfico Internacional, registrada, segundo a IDC status.
26 de junho de 2000, o Chefe do NDC Rússia V. Ponyavin virou-se para o Secretário-Geral do IDC Christian Kirsch, com o pedido, o primeiro Delphic Jogos para adultos em Moscovo a partir de dezembro 01-10 2000 deixou de realizar .
Mais tarde, porém, tem a Rússia NDC do Conselho délfico Internacional (IDC) separados, e agora sites russos e reivindicar Pressa, a ideia de Delfos seria revivida em 2000 por russos .
Apesar da retirada da Rússia do Conselho Délfico Internacional (IDC), as delegações da Rússia participaram do International Delphic Games em 2007 e 2009 .  Isso confirma também os  ilustrados Delphic calendários .

## Cronologia dos Jogos délficos Internacionais
| Ano  | Evento                          | Localização                   | Tema                                                                |
| ---- | ------------------------------- | ----------------------------- | ------------------------------------------------------------------- |
| 1997 | I Jogos Délficos da Juventude   | Tbilisi / Geórgia             | Um dia dos sonhos                                                   |
| 2000 | I Jogos Délficos para adultos   | Moscovo / Rússia              | O novo milénio                                                      |
| 2003 | II Jogos Délficos da Juventude  | Düsseldorf /Alemanha          | Criatividade e paz                                                  |
| 2005 | II Jogos Délficos para adultos  | Kuching / Malásia             | Revitalizar tradições ameaçadas                                     |
| 2007 | II Jogos Délficos da Juventude  | Baguio / Filipinas            | Construindo Pontes para futuro de nossos filhos com arte e Ccultura |
| 2009 | III Jogos Délficos para adultos | Jeju (cidade) / Coreia do Sul | Em sintonia com a natureza                                          |
| 2011 | IV Jogos Délficos da Juventude  | Joanesburgo / África do Sul   | Incentivo — inspirar — atualizar                                    |

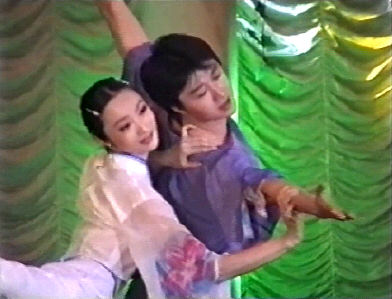
O primeiro Jogos délficos para adultos, 2000 em Moscovo / Rússia. Shan Chong e Wang Lie (China). Um prêmio para a realização artística em dança contemporânea

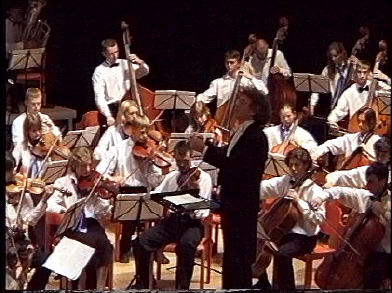
A segunda Junior Jogos délficos, 2003 em Düsseldorf / Alemanha. Estado Orquestra Sinfónica Juvenil da Bielorrússia.

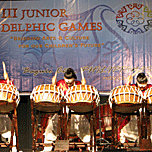
O terceiro Junior Jogos délficos, 2007 em Baguio / Filipinas. Concurso de arte acústica, percussão

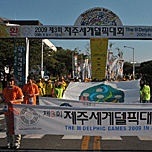
O terceiro Jogos délficos para adultos, 2009 em Jeju (cidade) / Coreia do Sul. Desfile na rua

Conselho délfico Internacional, organizar Adulto e Junior Jogos délficos cada quatro anos, dois anos afastados uns dos outros em diferentes países - os países que têm interesse em sediar os jogos são vontade de licitação para e está sendo decidida pela Câmara dos Deputados IDC que compreendem onze pessoas.
Os Jogos délficos é em seis Délficos Arte categorias, e é sob o patrocínio de instituições internacionais - o Conselho da Europa, UNESCO e ASEAN estados .
Desde 1997, seis Jogos Délficos internacionais foram organizados - três para adultos e três para a juventude.
Esta iniciativa tem recebido muitos cumprimentos de todo o mundo, entre outros Yehudi Menuhin  e Elena Obraztsova  e assim por diante.

## Ritual délfico

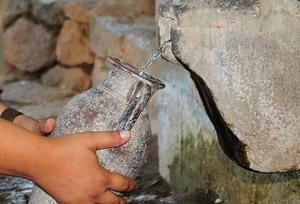
Cerimônia na Fonte de Castália em Delfos / Grécia

Para o 15 º Aniversário do Conselho Internacional de Delfos (1994-2009) o aparecimento de um novo ritual de Delfos foi proposto. Com a cerimónia de água do Fonte de Castália em Delfos, a IDC apresenta este ritual de Água Santa para o país anfitrião da Delphic Games .
Na cerimônia de abertura do III Delphic Games 2009, em Jeju, Kim Tae-hwan, Governador Jeju e proeminente atriz Ko Doo sim, o embaixador cultural do Delphic Jeju, exibiu um ritual em que combina duas águas - a partir da Fonte de Castália e do lago no pico do Monte Hallasan - foram misturados para comemorar uma abertura bem sucedida .
No futuro - seis meses antes dos Jogos
- um Kastalian Spring Water Cerimónia irá simbolizar
a contagem regressiva até a próxima abertura Delphic Games .
Eventos
Em 14 de Março de 2010, o Conselho Delphic Internacional, organizou a celebração dos Delphic Jogos, durante o Grand Finale Show na ITB Berlim, a exposição maior e mais importante do mundo no turismo. Havia a festa dos Delphic Jogos, sob o lema: «Arte e Cultura - uma experiência para todos os sentidos» .
Este evento corresponde à iniciativa da UNESCO: «2010 - Ano Internacional para a Aproximação das Culturas .
Em um ambiente descontraído para todos os visitantes e expositores tiveram a oportunidade de desfrutar da festa de Delphic Games, no Grand Finale Show da ITB Berlim 2010 .
Celebração dos Jogos de Delfos - Grand Finale da ITB Berlim 2010
|  |  |  |  |  |
|  |  |  |  |  |

Além da celebração dos Delphic Jogos para a ITB Berlim, em 2011, um concurso internacional de documentários de curta duração - o de Delphic Art Movie Award de 2011 - está agendado. Este foi iniciado por o Conselho Delphic Internacional .

## Formato do moderno Delphic Games
Artes délficas e as categorias da cultura
O Conselho Délfico Internacional (IDC) e as nações de acolhimento do Conselho Délfico Nacional (NDC) se reunir e escolher as disciplinas para fora se artes délficas como o programa de apresentação para os Jogos.
Acoustic Artes (isto é, Cantar, instrumentais, sons eletrônicos ...)
Artes Cênicas (ou seja, dança, teatro, circo ...)
Lingual artes (literatura, ou seja, palestras, moderação ...)
Artes Visuais (Pintura ou seja, com gráficos, escultura / instalação, fotografia / cinema, arquitetura, design, moda, artesanato ...)
Social Artes (ou seja, comunicação, internet, mídia, pedagógico, didático ...)
Ecológica Artes (isto é, da paisagem e planejamento urbano, preservação e conservação da natureza, edifícios, monumentos e monumentos ...)
Júri
Os presentes concorrentes e demonstrar o seu trabalho ou tradicional arte moderna de tornar o programa atraente. Os peritos independentes e serviu como juízes a decidir para o trabalho profissional e levar a decisão para o prêmio de melhor preço. Os juízes são especializados, como professores de arte, artistas profissionais e pessoas de destaque.
Prêmio e adjudicação
Os elementos mais importantes do evento estão as apresentações artísticas competições e exposições. Artistas excepcionais será homenageado com prêmios especiais do International Delphic Games , tais como
Delphic Prêmio Medalhas - ouro, prata e bronze para as categorias de arte comparável de Delfos.
Delphic Prêmio Lira - performance artística excepcional indivíduo como parte de uma grande síntese das artes
Delphic Laurel Award - para excepcional e incomparável performances artísticas
Certificado de Delfos - para todos os participantes ativos do Junior Delphic Games e dos Jogos de Delfos para adultos

## International Press
- 1988 год, К. И. Якубович. Небывало! Невиданно! Здорово! * IDC * International * Delphic * Committee * проект века. //«Российская Музыкальная Газета» ежемесячное издание Союза композиторов РСФСР,№ 9.
- 24 января 1989, Е. Бовкун. Господин Кирш ждет ответа. //«Известия», Москва, № 25 (22563),
- 1. März 1991, Franz Anton. Ein Jahr der Delphischen Spiele. «Sachsen Spiegel», Nr.9.
- 3. Mai 1993, Griechenland braucht die Delphischen Spiele. «Athener Zeitung», Nr. 18.
- 16. Dezember 1994, Delphische Spiele als Reflexion ihrer Zeit. «Athener Zeitung», Nr. 55.
- 08 августа 1995, Владимир Кузнецов. Возрождение Дельфийских игр. //«Санкт-Петербургские Ведомости», Санкт-Петербург, № 148 (1076).
- January 27, 1995, The second coming of Delphic Games. «Daily Times», Nr. 20.
- 08 августа 1995, Владимир Кузнецов. Возрождение Дельфийских игр. //«Санкт-Петербургские Ведомости», Санкт-Петербург, № 148 (1076).
- 11. August 1995, Von Cornelia Krüger. Traum von einer Olympiade der Kunst. «Mitteldeutsche Zeitung», Nr.186.
- 10–17 January 1995, Oyagbola heads Delphic Games, Lagos Horizon
- 21.01.1995, Nigeria to host Delphic culture games, Saturday champion
- Jan./Febr.2000, Engagement für Delphische Spiele, Diplomatisches Magazin
- Juni 2001, International Delphic Council, Diplomatisches Magazin
- 10.02.2003, Spreading The Canvas: Here Comes Indian Culture, HT City
- 30.August 2003, «Neue Impulse an die Gesellschaft geben». Verleihung des Innovationspreises auf der Museuminsel Hombroich: Drei Preisträger bewegen mit ihren Erfindungen die Menschen. Die Träger des Innovationspreises 2003: Richard Breuer, Professor Fritz Popp, Christian Kirsch und Moderator Hans Georg Torkel. «Neuss- Grevenbroicher Zeitung», Nr.201.
- 16.06.2005, Kuching to host arts olympics, The Star
- 21.06.2005, Extending Invitation, Sarawak Tribune
- 03.09.2005, International Delphic Games 2005 launched, Sarawak Tribune
- 05.09.2005, Deputy Governor wants 4th Delphic Games in S. Korea, The Borneo Post
- 09.09.2005, We will help but be transparent, says government, The Borneo Post
- 26.09.2005, Koreans made great effort at the Delphic Games, Outlook (Sarawak Tribune)